# Гуриновка (Харьковская область)
Гуриновка (укр. Гуринівка) — село,
Великорогозянский сельский совет,
Золочевский район,
Харьковская область, Украина.
Код КОАТУУ — 6322681503. Население по переписи 2001 года составляет 344 (151/193 м/ж) человека.

## Географическое положение
Село Гуриновка находится на реке Рогозянка в месте впадения в неё реки Кадница (правый приток), выше по течению на расстоянии в 2 км расположено село Великая Рогозянка, ниже по течению в 2-х км — посёлок Перемога.

## Происхождение названия
Название села происходит от фамилии его основателя-грека, выкупившего близлежащие земли и построившего церковь, мельницы и завод.
На территории Украины 3 населённых пункта с названием Гуриновка.

## История
- 1730 — дата основания.
- В 1940 году, перед ВОВ, в Гуриновке, располагавшейся на обеих берегах Рогозянки, были 192 двора, православная церковь, мукомольный завод, кирпичный завод, пять ветряных мельниц и сельсовет.[4] и на расположенном западнее на правом берегу Рогозянки хуторе Зелёный Клин было 6 дворов.[1]

## Экономика
- Молочно-товарная и птице-товарная фермы.

## Объекты социальной сферы
- Гуриновский клуб[5].
- Библиотека.

## Достопримечательности
- Братская могила советских воинов и памятный знак воинам-односельчанам. Похоронено 22 воина.